# 梦然
王梦然（1989年3月24日—），艺名梦然，中國大陸女歌手、词曲创作者，出生于内蒙古乌兰浩特，畢業於沈阳音乐学院，曾參與2009快乐女声，獲得金鹰网直通区十强的榮譽。2012年推出首張大碟《假装洒脱》。2014年參加北京衛視的節目《最美和聲》。其創作的歌曲有《爱你爱我》、《没有你陪伴真的好孤单》、《大眼睛》、《最孤独的人》、《爱到尽头也无悔》、《愛你是種罪》、《亲爱的爱情》、《那一年我和你》、《爱情的传说》、《大眼睛》、《少年》和《是你》等。其中《	少年》在互聯網上播放量超過10億。歌曲被人民日报等很多媒体用作战疫视频BGM，致敬医护人员，缅怀历史伟人。

## 生平
梦然出生在内蒙古乌兰浩特，自幼喜爱音乐，6岁开始练习钢琴，初中二年级时达到钢琴8级水平，但她真正热爱的是唱歌，因此，以出色的成绩从乌市第四中学考入了沈阳音乐学院。
大学里，凭借作曲伴唱、独特音色以及唱功，梦然在圈子里小有名气。毕业之后，她曾靠驻唱赚取生活费，最忙时一晚上连续唱三四十首歌，连续几个月的高强度工作让她声带受损，暂时告别舞台。
沉寂两年后，梦然发现自己的声带受损情况好转，可以完整地唱完一首歌。2012年至2018年，凭借歌曲《没有你陪伴真的好孤单》等歌曲，她开始出现在各个音乐榜单上，但始终处于歌红人不红的境地。
2020年4月13日，酷狗首唱会迎来《少年》原唱梦然。
2021年1月29日，第三期《直通春晚》梦然再唱《少年》诠释追梦信念。
2022年7月25日，梦然发布原创歌曲《是你》。